# 1554年
| 千纪： | 2千纪 |
| 世纪： | 15世纪 \| 16世纪 \| 17世纪                                                                                 |
| 年代： | 1520年代 \| 1530年代 \| 1540年代 \| 1550年代 \| 1560年代 \| 1570年代 \| 1580年代                           |
| 年份： | 1549年 \| 1550年 \| 1551年 \| 1552年 \| 1553年 \| 1554年 \| 1555年 \| 1556年 \| 1557年 \| 1558年 \| 1559年 |
| 纪年： | 甲寅年（虎年）；明嘉靖三十三年；越南莫朝景曆七年，后黎朝順平六年；日本天文二十三年                         |

## 大事记
- 1月25日——葡萄牙耶穌會傳教士在巴西一個小村建立教堂開始傳教，並取名為聖保羅。
- 7月23日——神聖羅馬皇帝查理五世的兒子腓力二世與英格蘭和愛爾蘭女王瑪麗一世結婚。
- 11月1日——尼子晴久剷除新宮黨勢力。
- 七月，北條氏康之女早川殿嫁給今川義元的嫡子今川氏真為正室。
- 十二月，越後刈羽郡北條城主北條高廣在武田信玄的煽動下自立。
- 北條氏康出兵下總，控制自1455年享德之亂以來關東公方的駐在地古河御所，逼退足利晴氏，樹立了後北條氏關東霸主的地位。
- 經由今川義元的軍師太原雪齋穿針引線，北條氏康、今川義元與武田信玄在善德寺締結甲相駿三國同盟（日语：甲相駿三国同盟），武田信玄長女黃梅院成為北條氏政正室，北條氏康之女早川殿嫁給了今川氏真。
- 葡萄牙貿易代表萊奧內爾·索薩（英语：Leonel de Sousa）與广州海道副使汪柏之間達成協定，從而產生葡人的合法化對華貿易。
- 薩阿德王朝滅亡瓦塔斯王朝。

## 逝世
- 2月12日——琴·格蕾，英格蘭女王，在位僅有九天。（1537年出生）